# Кючуккьой (Коджадаг)
Вижте пояснителната страница за други значения на Кючуккьой.
Кючуккьой (гръцки: Μικροχώρι, Микрохори, катаревуса Μικροχώριον, Микрохорион, до 1927 година Κιουτσούκ Κιόι, Кюцук Кьой) е бивше село в Република Гърция, разположено на територията на дем Драма в област Източна Македония и Тракия.

## География
Селото е разположено на 600 m надморска височина в Коджадаг, северозападно от Бук.

## История

### В Османската империя
В началото на XX век Кючуккьой е село в Драмска кааза на Османската империя. Според статистиката на Васил Кънчов („Македония. Етнография и статистика“) в 1900 година селото има 356 жители, всички турци.

### В Гърция
След Междусъюзническата война от 1913 година селото остава в пределите на Гърция. В 20-те години мюсюлманското му население е изселено в Турция по силата на Лозанския договор и на негово място са настанени 23 семейства гърци бежанци. В 1927 година турското име на селото, означаващо Малко село, е преведено на гръцки като Микрохори. В 1928 година Кючуккьой е представено като изцяло бежанско село с 23 бежански семейства и 94 жители общо.
Селото е заличено през 70-те години.
| Година    | 1913 | 1920 | 1928 | 1940 | 1951 | 1961 | 1971 | 1981 | 1991 | 2001 | 2011 | 2021 |
| --------- | ---- | ---- | ---- | ---- | ---- | ---- | ---- | ---- | ---- | ---- | ---- | ---- |
| Население | 454  | 175  | 106  | 145  | 141  | 121  | 49   |      |      |      |      |      |